# 1912 aux Territoires du Nord-Ouest
Chronologie des Territoires du Nord-Ouest
- 1908
- 1909
- 1910
- 1911
- 1912
- 1913
- 1914
- 1915
- 1916

Cette page concerne les événements survenus en 1912 dans le territoire canadien des Territoires du Nord-Ouest.

## Politique
- Premier ministre : Frederick D. White (Commissaire en gouvernement)
- Commissaire :
- Législature :

## Événements
Les Territoires du Nord-Ouest ne conservent que trois districts : Keewatin, Franklin et Mackenzie. Ils mesurent toutefois 3 439 296 km2, une superficie supérieure à celle de l'Inde.